# Arachnoidella barentsia
Arachnoidella barentsia is een mosdiertjessoort uit de familie van de Arachnidiidae. De wetenschappelijke naam van de soort is voor het eerst geldig gepubliceerd in 1962 door Kluge.